# Діп-Вотер (Західна Вірджинія)
Діп-Вотер (англ. Deep Water) — переписна місцевість (CDP) в США, в окрузі Фаєтт штату Західна Вірджинія. Населення — 183 особи (2020).

## Географія
Діп-Вотер розташований за координатами 38°7′13″ пн. ш. 81°15′12″ зх. д. / 38.12028° пн. ш. 81.25333° зх. д. (38.120375, -81.253436).  За даними Бюро перепису населення США в 2010 році переписна місцевість мала площу 2,57 км², з яких 2,28 км² — суходіл та 0,29 км² — водойми.

## Демографія
Згідно з переписом 2010 року, у переписній місцевості мешкало 280 осіб у 121 домогосподарстві у складі 79 родин. Густота населення становила 109 осіб/км².  Було 136 помешкань (53/км²).
Расовий склад населення:
| - 78,2 % — білих - 18,2 % — чорних або афроамериканців |

До двох чи більше рас належало 2,9 %. Частка іспаномовних становила 0,4 % від усіх жителів.
За віковим діапазоном населення розподілялося таким чином: 19,3 % — особи молодші 18 років, 62,8 % — особи у віці 18—64 років, 17,9 % — особи у віці 65 років та старші. Медіана віку мешканця становила 45,8 року. На 100 осіб жіночої статі у переписній місцевості припадало 77,2 чоловіків;  на 100 жінок у віці від 18 років та старших — 86,8 чоловіків також старших 18 років.
Середній дохід на одне домашнє господарство  становив 46 082 долари США (медіана — 43 000), а середній дохід на одну сім'ю — 42 251 долар (медіана — 39 643). За межею бідності перебувало 22,1 % осіб, у тому числі 58,3 % дітей у віці до 18 років та 0,0 % осіб у віці 65 років та старших.
Цивільне працевлаштоване населення становило 62 особи. Основні галузі зайнятості: освіта, охорона здоров'я та соціальна допомога — 40,3 %, інформація — 25,8 %, науковці, спеціалісти, менеджери — 17,7 %, сільське господарство, лісництво, риболовля — 16,1 %.